# Madras rouge
Madras rouge o Le madras rouge è un dipinto a olio su tela (99,4 × 80,5 cm) di Henri Matisse del 1907.

## Storia
Raffigurante la moglie dell'artista Amélie Noellie Parayre con un copricapo rosso, Madras rouge venne dipinto da Matisse tra la fine di aprile e la metà di luglio del 1907. Venne esibito per la prima volta lo stesso anno, ottenendo riscontri perlopiù negativi dalla critica.
Il maggio 2010 Madras rouge comparve assieme a un articolo di Gelett Burgess nella rivista Architectural Record. Tre anni dopo la tela venne esibita all'Armory Show di New York. Una fotografia scattata durante la rassegna mostra Madras rouge assieme ad altre opere quali La sala da ballo di Arles di van Gogh, Nudo che scende le scale n. 2 di Duchamp e Danze a primavera di Picabia.
Oggi Madras rouge è conservato nella Barnes Foundation di Filadelfia, negli Stati Uniti.